# БАЗА (награда)
Наградата „БАЗА“ за млад художник е основана за първи път през 1990 г. в Чехия от създателя и директора на Фондацията за гражданско общество (САЩ) Уенди Люерс. България се включва през 2008 г. Инициативата е на Мария Василева и на Института за съвременно изкуство – София, който впоследствие е избран да организира провеждането на конкурса.
Днес наградата съществува в 10 европейски страни и се е превърнала в едно от най-престижните отличия и сериозна професионална атестация. Сред държавите, присъединили се към наградата, са: Чехия, Словакия, Хърватия, Косово, Сърбия, Република Македония, Босна и Херцеговина, Словения, Албания.
Конкурсът е отворен за творци до 35 години, работещи във всички медии на съвременното изкуство. Участието е свободно, както и по предложение на поканени институции, активни в областта на съвременното изкуство. Кандидатите трябва да бъдат български граждани или постоянно пребиваващи на територията на страната.
Наградата е стипендия и шестседмичен престой в International Studio and Curatorial Program (ISCP), Ню Йорк, и самостоятелна изложба в галерията на ИСИ-София.

## Носители[1]
- 2008 – Рада Букова[2]
- 2009 – Самуил Стоянов[3][4][5]
- 2010 – Антон Терзиев[6]
- 2011 – Викенти Комитски
- 2012 – Леда Екимова[7]
- 2013 – Кирил Кузманов[8]
- 2014 – Зоран Георгиев[9][10][11]
- 2015 – Александра Чаушова[12]
- 2016 – Димитър Шопов[13][14]
- 2017 – Мартина Вачева[15]
- 2018 – Мартин Пенев[16]
- 2019 - Вълко Чобанов
- 2020 - Мария Налбантова
- 2021 - Марта Джурина
- 2022 - Красимира Буцева
- 2023 - Виктор Петров
- 2024 - Цветомира Борисова